# Sinclair QDOS
Sinclair QDOS (v oficiální literatuře někdy psáno jako Qdos, protože jméno není považováno za zkratku) byl multitaskingový operační systém pro osobní počítače Sinclair QL a jeho klony. Navrhl a naprogramoval ho Tony Tebby, který v té době pracoval v Sinclair Research, jako alternativu k později zrušenému operačnímu systému objednaného u firmy GST Computer Systems.
QDOS byl implementován v jazyce symbolických adres procesoru Motorola 68000 a v Sinclair QL byl umístěn ve 48 kiB ROM, která se skládala ze tří 16 kiB ROM čipů nebo jednoho 32 kiB a jednoho 16 kiB čipu. ROM obsahovala též interpret programovacího jazyka SuperBASIC, což byla pokročilá varianta BASICu s podporou strukturovaného programování. SuperBASIC fungoval také jako interpret příkazů pro QDOS.
QDOSem poskytoval správu procesů (v terminologii QDOS úloh, anglicky jobs), správu paměti, a rozšiřitelný přesměrovatelný I/O subsystém, který poskytoval obecný rámec pro souborové systémy a ovladače zařízení. Byla také poskytována základní podpora oken, což stejně jako několik dalších funkcí nebylo nikdy plně implementováno ve vydaných verzích QDOSu, ale byly vylepšeny v pozdějších rozšířeních operačního systému produkovaného Tebbyho vlastní společností QJUMP.
Později byla uvolněná přepsaná a rozšířená verze QDOSu, která obsahovala Minervu od Reevese Laurence a Tebbyho SMS2 a SMSQ/E. Poslední verze je nejmodernější a je stále vylepšována.

## Verze
Verze QDOS byly označeny numericky. Nicméně QL ROM jako celek (včetně SuperBASICu) vracel jako vlastní číslo verze dvou nebo třípísmenné identifikátory.
| Verze | Popis |
| ----- | --- |
| 0.08  | poslední předprodukční verze |
| 1.00  | odpovídala FB verzi QL ROM vydané v dubnu 1984                                                                                    |
| 1.01  | odpovídala PM verzi ROM. Byla rychlejší a měla vylepšenou podporu Microdrive.                                                     |
| 1.02  | odpovídala AH verzi ROM vydané v červnu 1984. Opravovala mnoho chyb a byla první verzí ROM, která byla vydána ve větším množství. |
| 1.03  | odpovídá JM a TB verzi ROM, obsahuje menší opravy chyb a byla vydána koncem roku 1984.                                            |
| 1.10  | odpovídá JS a JSU (US) verzi ROM vydané v roce 1985. Byla to poslední verze používaná v QL pro trh v UK.                          |
| 1.13  | odpovídala MGx sérii ROM verze pro vývoz do Evropy. Obsahovala mnoho důležitých oprav.                                            |

## Lokalizace
Lokalizované verze QDOSu měly v označení nahrazenu tečku písmenným vyjádřením jazykové verze. Např. MGE ROM obsahovala QDOS verzi 1E13. Všechny verze MG firmware sdílely stejný základní 32 kiB ROM čip. U verze QDOS 1.13 byla také ohlášena řecká lokalizace, známá jako ?FP (označená na ROM jako EFP).
| MGE | Španělsko |
| MGF | Francie   |
| MGG | Německo   |
| MGI | Itálie    |
| MGS | Švédsko   |